# Momentum (Jamie Cullum)
Momentum è il sesto album in studio del musicista britannico Jamie Cullum, pubblicato nel 2013.

## Tracce
1. The Same Things – 3:46 (Ben Cullum / Jamie Cullum)
2. Edge of Something – 4:40 (Steve Booker / Jamie Cullum)
3. Everything You Didn't Do – 3:48 (Jamie Cullum)
4. When I Get Famous – 4:34 (Jamie Cullum)
5. Love for $ale (feat. Roots Manuva) – 5:20 (Cole Porter / Rodney Smith)
6. Pure Imagination – 5:09 (Leslie Bricusse / Anthony Newley)
7. Anyway – 3:54 (Iyiola Babalola / Jamie Cullum / Darren Lewis / Jackie Members Poindexter / Richard Poindexter)
8. Sad, Sad World – 4:28 (Jamie Cullum)
9. Take Me Out (Of Myself) – 3:51 (Jamie Cullum)
10. Save Your Soul – 4:19 (Ben Cullum / Jamie Cullum)
11. Get a Hold of Yourself – 3:39 (Jamie Cullum)
12. You're Not the Only One – 4:29 (Ben Cullum / Jamie Cullum)

Tracce bonus - Edizione Deluxe
1. Momentum – 4:10
2. Unison – 4:57
3. Comes Love – 4:42
4. Everything You Didn't Do (Live At Abbey Road) – 3:50
5. Sad Sad World (featuring Laura Mvula) (Live At Abbey Road) – 5:11
6. Love For Sale (Live At Abbey Road) – 4:53
7. Pure Imagination (Live At Abbey Road) – 5:10
8. You're Not The Only One (Live At Abbey Road) – 4:22
9. Save Your Soul (Live At Abbey Road) – 4:19